# Rudka (rejon piński)
Rudka (biał. Рудка; ros. Рудка) – wieś na Białorusi, w obwodzie brzeskim, w rejonie pińskim, w sielsowiecie Merczyce, nad Jasiołdą.
W dwudziestoleciu międzywojennym leżała w Polsce, w województwie poleskim, w powiecie pińskim, w gminie Porzecze. Po II wojnie światowej w granicach Związku Sowieckiego. Od 1991 w niepodległej Białorusi.